# Servei Europeu d'Acció Exterior
El Servei Europeu d'Acció Exterior (SEAE, o també simplement Servei Exterior) és un organisme de la Unió Europea la creació definitiva del qual, l'1 de desembre de 2010, venia prevista pel Tractat de Lisboa Encara que la seva estructura i funció hauran de desenvolupar-se per mitjà de diverses altres decisions europees del Consell, la que l'ho estableix i regula el seu funcionament orgànic està ja aprovada i les seves disposicions es troba en procés de consolidació o aplicació pràctica. El nou servei exterior està constitucionalment nomenat a ser un organisme (organisme unitari complex) funcionalment autònom d'altres institucions i organismes de la Unió, subjecte únicament a l'autoritat de l'Alt representant de la Unió Europea per a Afers exteriors i Política de Seguretat. Treballarà, malgrat tot, en estreta cooperació amb els serveis diplomàtics dels Estats membres, als quals coordinarà en tant que sigui possible.
Com servei diplomàtic que és, les seves comeses consisteixen a donar suport i assistir a l'exercici de les seves funcions a l'Alt representant, com màxim responsable de l'acció exterior de la Unió, en tots els àmbits de la seva activitat. El Servei Europeu d'Acció Exterior serà el primer servei diplomàtic multinacional, i un dels més grans del món.
El servei exterior estarà integrat per personal especialitzat procedent dels serveis competents de la  Secretaria General del Consell, de la Comissió, i per personal diplomàtic procedent dels  Estats membres en qualitat de serveis especials. La seva seu s'ubicarà en Brussel·les.

## Història
L'Alt representant de la Unió Europea per a Afers exteriors i Política de Seguretat dirigirà un servei diplomàtic en què s'integraran tot seguit, fusionades, les actuals delegacions internacionals del Consell i de la Comissió presents a prop de 125 països, així com les Representacions especials PSEC (Política Exterior i de Seguretat Comuna de la Unió Europea). Encara que en un primer moment el nombre de funcionaris destinats al Servei Exterior s'hi fixarà al voltant dels 3000, es preveu al llarg dels cinc primers anys de desplegament de les seves activitats compti amb ben bé 6000 funcionaris de plé integrats en la seva estructura, amb una planificació de fins a 8000. De ser aquest el cas, com sembla apuntar, el SEAE estaria cridat a ser el més gran servei diplomàtic del món, junt amb el Departament d'Estat dels Estats Units, per damunt de ministeris com el xinès o el rus, i molt per damunt de qualssevol dels serveis exteriors dels Estats de la Unió.
El 25 de març de 2010, l'Alt representant va presentar davant el Consell un primer esborrany de Decisió europea sobre el Servei Exterior. Després d'intenses negociacions amb els representants designats pel Parlament Europeu, els diputats Guy Verhofstadt, Elmar Brok i Roberto Gualtieri, la Cambra va prestar el seu consentiment i el document final va ser aprovat en definitiva pel Consell d'Assumptes Generals quatre mesos més tard, entrant en vigor el 16 de juliol de 2010, dia de la seva adopció.

## Funcions
És funció principal del servei exterior donar suport a l'Alt representant a l'exercici del seu càrrec, assistint-li l'exercici de totes les seves atribucions i en tots els àmbits de la seva activitat, en particular: 
- a la seva qualitat de mandatari del Consell per a la direcció i execució de la política exterior i de seguretat comuna, inclosa la política comuna de seguretat i defensa de la Unió Europea;
- a la seva qualitat de vicepresident de la Comissió Europea encarregat de les relacions exteriors de l'executiu comunitari i de la coordinació de les polítiques i atribucions amb projecció exterior d'aquesta institució, sota l'autoritat i supervisió del seu President;
- a la seva qualitat de president del  Consell d'Afers Exteriors, la formació del Consell encarregada d'elaborar la política exterior de la Unió, atenent les prioritats i objectius estratègics establertes pel Consell Europeu i aplicant-los a les seves línies d'actuació política concreta, així com de vetllar per la cohesió global de la seva acció exterior, tot i això sense perjudici de les funcions de la Secretaria General del Consell;
- a les seves funcions generals de coordinació, com a cap de la política exterior de la Unió en el seu conjunt, de l'acció exterior per garantir la seva cohesió, aplicació i efectivitat.

Malgrat tot, i sense alterar la prioritat d'aquesta comesa major, que és el que estableixen els Tractats, la Decisió sobre el SEAE adoptada el 2010 pel Consell a proposta de l'Alta representant Ashton, prèvia consulta al Parlament Europeu i aprovació de la Comissió, i que regula el seu funcionament, atribueix legalment també al nou organisme d'altres funcions complementàries o estén les enunciades al servei d'altres alts càrrecs comunitaris. La Decisió reguladora del SEAE esmenta en particular, a les següents autoritats o institucions europees: 
- el President del Consell Europeu, com màxim representant exterior de la Unió en l'àmbit de la política exterior i de seguretat comuna, al nivell dels caps d'Estat i de govern;
- el  President de la Comissió, en la seva qualitat de cap de l'executiu comunitari (al qual pertany el mateix AR) i representant d'això en tots els àmbits de l'acció exterior que recauen sobre la seva competència –política comercial comuna, ajuda el desenvolupament, etc.–;
- la Comissió Europea en el seu conjunt, fonamentalment el Col·legi de Comissaris, com la institució de la Unió amb capacitat decisòria, executiva i de gestió en tots els àmbits de l'acció exterior que no formin part de la política exterior i de seguretat comuna;
- el Parlament Europeu, i tots els diputats que l'integren, com a institució colegisladora i pressupostària de la Unió, juntament amb el Consell, amb facultat per decidir sobre algunes qüestions de l'acció exterior, però particularment sobre tot el pressupost de la Unió, incloses les partides de l'acció exterior -llevat de l'àmbit de la defensa militar-, així com dipositari per excel·lència de la facultat de control polític sobre totes les altres institucions de la Unió, en tots els àmbits.

## Estructura i organització
El Servei Europeu d'Acció Exterior ordena la seva estructura de conformitat amb els patrons habituals d'un servei diplomàtic: disposa d'un conjunt d'oficines exteriors de representació que executen la política exterior als punts on es troben, sota la direcció superior d'una organització política i administrativa central, que rep informació de les delegacions, la posa en comú, i elabora basant-se en la mateixa les directrius polítiques i operatives, conformes a la línia general de l'acció exterior dissenyada pels òrgans constitucionals a Brussel·les. Aquestes directrius seran al seu torn les que apliquin i posin en marxa les ambaixades comunitàries a l'espai on operin, adequant-les a les seves circumstàncies especials. Això tot sense perjudici de les instruccions directes que puguin rebre des de Brussel·les pels seus superiors jeràrquics.
Aquests dos àmbits organitzatius, el central i el perifèric o exterior, difereixen notablement en els seus mètodes d'organització, com correspon a les seves diferents funcions elementals. Tanmateix, de l'adequada connexió entre tots dos i l'eficàcia de les seves relacions –funcionals, organitzatives, jeràrquiques, etc.–, així com amb les mateixes diplomàcies nacionals, depèn sobre manera l'efectiu èxit d'un servei diplomàtic insòlit en el seu àmbit, com és el SEAE.
A més a més d'aquesta doble dimensió exterior-central del SEAE existeix una altra dialèctica no menys complexa, i és la funcional-institucional. I el fet és que dins del mateix SEAE conviuen no solament funcionaris procedents de diferents mitjans –la Comissió, el Consell i els Estats membres–, sinó que també la unitat funcional de l'organització queda ineludiblement marcada per la complexitat institucional de la mateixa Unió Europea. Tres institucions u organitzacions es reparteixen les competències materials en l'àmbit de l'acció exterior comunitària: el Consell, l'Alt representant i la Comissió. Encara que l'anomenat doble barret institucional de l'AR (cap del SEAE) com a president del Consell d'Afers exteriors i com a vicepresident de la Comissió facilita la seva feina directiva i de coordinació, no és menys cert que la política exterior de la Unió ve marcada per les polítiques que decideixen en els seus respectius àmbits de competència dues institucions tan connexes com antitètiques: el Consell i la Comissió. Bona prova d'això és la capacitat que la Comissió Europea i el seu gran valedor, el Parlament, van engegar a la negociació del SEAE de què aquella pugui dirigir instruccions directament als Caps de Delegació en aquelles polítiques de la seva exclusiva competència –prèvia notificació als serveis centrals del SEAE–. Les competències exclusives del Consell plantegen menys problemes, ja que en quasi totes elles l'AR actua com a mandatari seu i ho representa en tot.
La gran complexitat de tot aquests corrents oposats de poder i de tots els seus matisos hauran de canalitzar-se jurídicament a través d'un acord interinstitucional del SEAE amb les institucions involucrades.

### Administració central

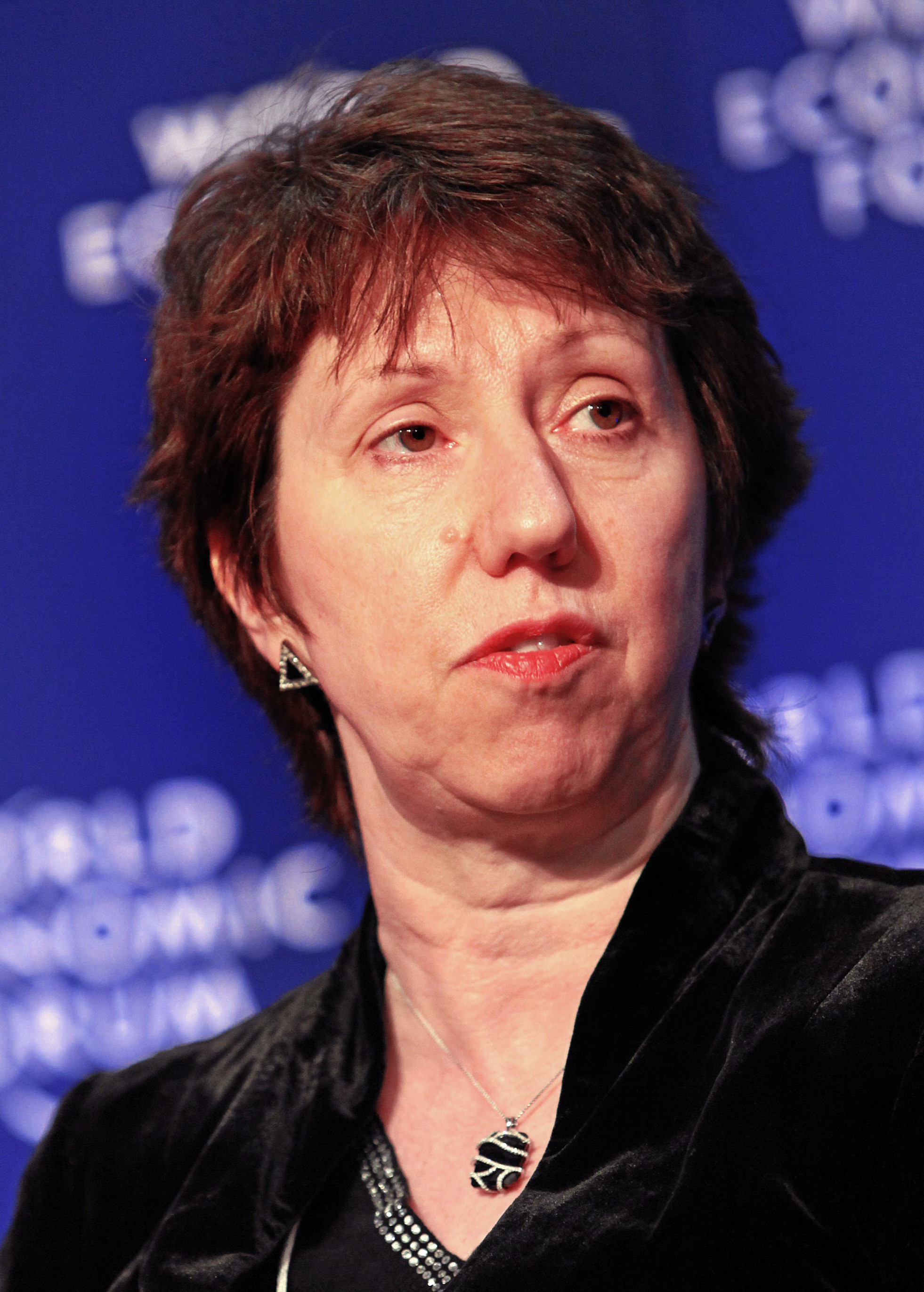
L'AR Ashton és al capdavant del SEAE

L'administració central del Servei Europeu d'Acció Exterior és la part de l'organització interna situada a la seva seu central de Brussel·les, i que s'encarrega fonamentalment de l'àmbit directiu i de la coordinació general de l'acció exterior europea a través del SEAE, mitjançant l'articulació d'una línia política i gestió administrativa de conjunt, que ha de ser aplicada per totes les delegacions, així com per mitjà de la supervisió sobre la seva efectiva i uniforme aplicació per aquestes últimes.

#### La Secretaria General
El servei exterior és gestionat per un Secretari General executiu (SGE) -actualment el diplomàtic francès Pierre Vimont- que, assistit per dos secretaris generals adjunts (SGA) -en l'actualitat el polonès Maciej Popowski i l'alemanya Helga Schmid-, és l'encarregat d'adoptar totes les mesures necessàries per al bon funcionament del Servei, incloent les facetes administrativa i pressupostària. Vetlla per l'efectiva coordinació entre tots els serveis i departaments del SEAE, així com de les delegacions de la Unió. El Secretari General executiu actua sota l'autoritat de l'Alt representant, com els secretaris generals adjunts actuen sota la seva pròpia. El SGE defineix i reparteix les funcions que corresponguin als SGA. Entre els tres càrrecs, sumats als seus propis instruments administratius i serveis, conformen la Secretaria General (SG) del SEAE.
En aquesta línia, la SG inclou, com a part de la seva estructura administrativa, els següents serveis especials:
- Una Direcció General d'assumptes administratius, personal, pressupost, seguretat i sistemes de comunicació i informació (DGAS), també nomenada Direcció d'Operacions, que està situada sota la gestió del SGE i l'actual titular és el diplomàtic  irlandès David O'Sullivan;
- Un servei jurídic, situat també sota l'autoritat administrativa del SGE.

La SG del SEAE és la responsable de garantir la coordinació necessària entre tota la xarxa administrativa del SEAE, incloent les seves direccions generals. Haurà de coordinar, quan sigui necessari, amb els serveis competents de la Comissió Europea i amb la mateixa Secretaria General del Consell.

#### Les direccions generals
Les direccions generals (DGS) del SEAE són els departaments centrals en què s'estructura el seu organigrama, i estan situades sota l'autoritat d'un director general. Totes les direccions generals són coordinades per la SG, sota l'autoritat del SGE. Les DGS del SEAE es poden classificar de la següent manera, d'acord amb la Decisió sobre el SEAE:
- Les direccions generals sectorials, que poden ocupar-se de la gestió i seguiment, bé de seccions geogràfiques concretes, que en qualsevol cas han de cobrir tots els països i regions del món, bé de seccions temàtiques multilaterals. Totes elles hauran coordinar-se en el si de la SG, així com amb les respectives direccions generals competents en política exterior a l'àmbit del Consell i de la Comissió.
- Una sèrie de direccions generals horitzontals, o d'àmbit transversal, que gestionen o coordinen aspectes de l'acció exterior que afecten totes les branques d'aquesta. La seva adscripció o subjecció orgànica pot estar especialment subjecta a un òrgan polític o administratiu concret, o subjectar al règim general que regeix sobre les DGS sectorials. Podria parlar-se de les següents:
  - la DG d'Afers Administratius, personal ... (L'esmentada DGAS o Direcció d'Operacions), sotmesa a la gestió del mateix SGE;
  - la DG de Pressupost i Administració, directament responsable davant l'AR de la gestió administrativa i pressupostària interna del SEAE;
  - el servei de planificació política estratègica;
  - el servei jurídic, sota l'autoritat administrativa del SGE;
  - els serveis de relacions interinstitucionals, informació i diplomàcia pública, auditoria i inspeccions internes, i protecció de les dades personals.
- El conjunt de departaments especials que s'enquadren exclusivament a l'àmbit de la política exterior i de seguretat comuna, o que es troben directament relacionats, a major o menor grau, amb la política comuna de seguretat i defensa, o bé que, per les seves característiques peculiars, es troben subjectes a normes i procediments especials, que són:
  - la Direcció General de Planificació de la Gestió de Crisi (DGC);
  - la Capacitat Civil de Planejament i Execució;
  - l'Estat Major de la Unió Europea;
  - el Centre d'Anàlisi d'Intel·ligència de la Unió Europea (EU INTCEN).

#### Seu
La ubicació virtual del SEAE es troba a la ciutat de Brussel·les, encara que de moment no existeix com a tal seu única, sinó que es troba dispersa al llarg de les diferents oficines i serveis que s'han d'integrar en el servei exterior, a l'espera d'una decisió definitiva. Les possibilitats més assenyalades habitualment són l'Edifici Triangle, l'edifici Lex (pertanyent al Consell), i l'Edifici Charlemagne (actual seu de la Direcció General de Relacions Exteriors de la Comissió), ubicades totes al barri europeu de Brussel·les. Recentment ha estat apuntat l'Edifici Triangle com el més probable, donades les dificultats per traspassar l'Edifici Lex i la reduïda grandària de l'Edifici Charlemagne.

### Delegacions exteriors
Les delegacions de la Unió són les ambaixades o oficines diplomàtiques que representen a la Unió Europea com a tal davant la resta del món, en particular davant tercers països i organitzacions internacionals. Són missions diplomàtiques que s'integren a l'administració exterior del Servei Europeu d'Acció Exterior, sota la suprema autoritat de l'alt representant, i han de procurar una estreta cooperació amb les missions diplomàtiques dels Estats membres, per tal de coordinar l'acció diplomàtica conjunta de la Unió amb els seus Estats. L'alt representant oficiarà les gestions necessàries amb el país amfitrió o organització internacional concernida per la col·laboració adequada amb les delegacions, i en particular li atorguen els privilegis i immunitats diplomàtiques necessàries per exercir la seva funció d'acord amb els preceptes del Conveni de Viena sobre relacions diplomàtiques.

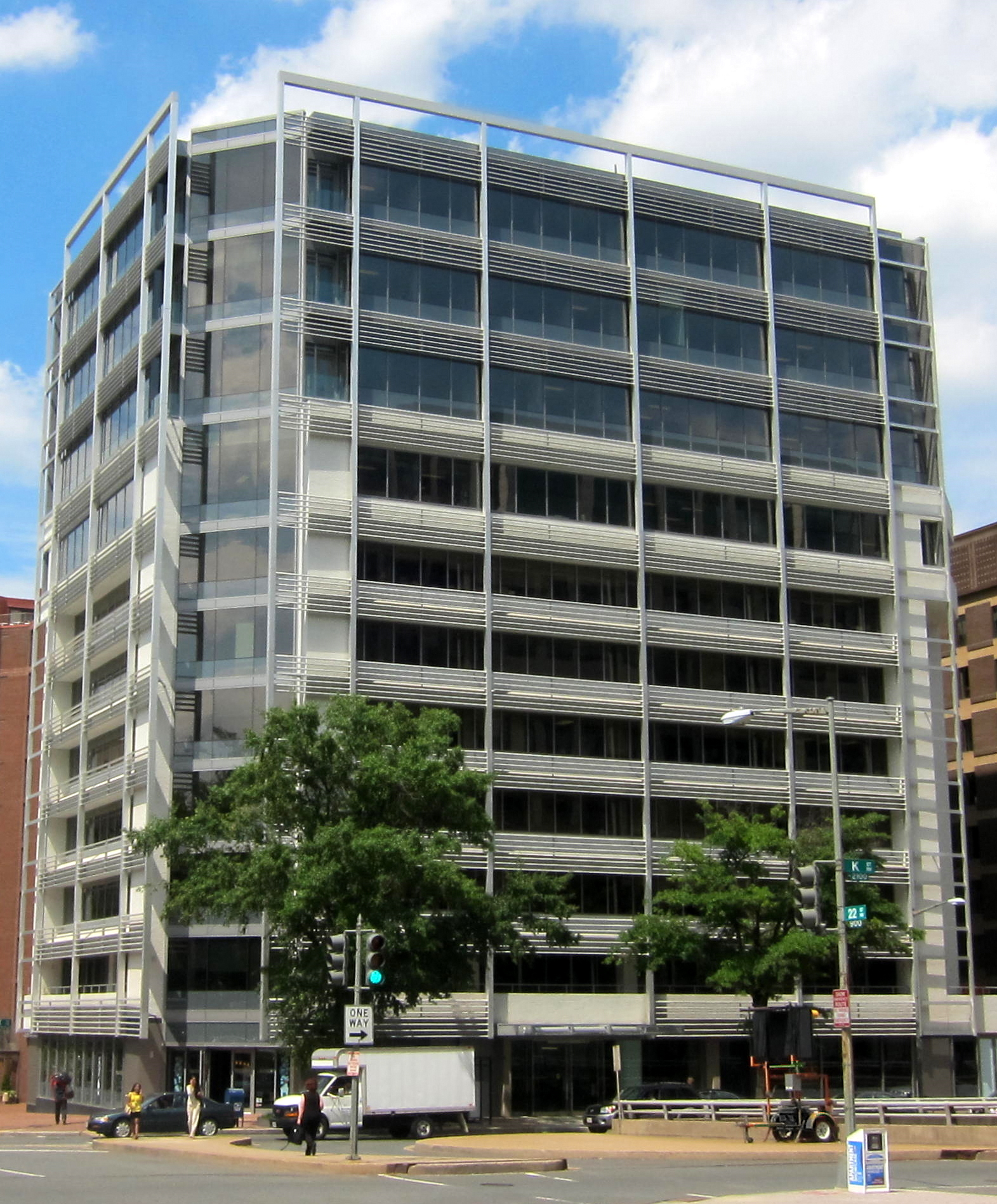
Delegació de la Unió Europea a Washington DC.

La tasca de les delegacions està subjecta a l'avaluació periòdica del secretari general executiu del SEAE, que inclou la seva capacitat per ordenar auditories administratives o financeres, amb l'assistència del personal de la Comissió i de l'Oficina Europea contra el Frau (OLAF), s'aplica les mesures del Reglament financer. Les delegacions prestaran l'assistència necessària a totes les institucions de la Unió en les seves relacions exteriors, en particular als membres del Parlament Europeu. Així mateix han de col·laborar estretament amb les ambaixades dels Estats de la Unió a la seva mateixa demarcació, compartiran col·lectivament informació, procuraran per la coordinació de les seves actituds, i, a petició dels seus governs nacionals, els ajudaran a les seves relacions diplomàtiques i a les seves funcions d'assistència consular als ciutadans de la Unió.
El personal de les delegacions consta del personal del SEAE, més de personal de la Comissió quan escaigui apropiat en l'àmbit de la política pressupostària i altres polítiques de la Unió que siguin competència del col·legi de comissaris.
La decisió d'obrir o tancar una ambaixada europea serà adoptada per l'Alt representant, de comú acord amb el Consell i la Comissió Europea.

#### Els ambaixadors de la UE
Al capdavant de cada ambaixada o delegació es troba un Cap de Delegació, amb rang d'ambaixador. L'ambaixador exercirà la seva autoritat sobre tot el personal de la Delegació i respecte de totes les seves activitats, pel que és també responsable de tota la Delegació i de la seva gestió global davant l'Alt representant, de qui rep instruccions. Quan la Comissió, a l'àmbit de les seves facultats, dicti instruccions sobre determinades polítiques a les delegacions, aquestes seran executades sota la responsabilitat de l'ambaixador.
El Cap de Delegació és l'autoritat per comprometre i executar els crèdits d'operacions que la Unió projecti en el seu espai de competència, d'acord amb les normes financeres de la Comissió. Està així mateix facultat per representar la Unió de manera completa al país on es trobi acreditat, en particular a les relacions contractuals i les actuacions judicials.

#### Representants especials
Els Representants especials de la Unió són els enviats diplomàtics de la Unió Europea que el Consell nomena, amb caràcter excepcional i proposta de l'Alt Representant per a Afers Estrangers, per a l'exercici de missions especials i proveïts d'un mandat polític concret. Encara que la seva demarcació acostuma a correspondre's amb regions determinades, el cert és que no es tracta d'un requisit necessari. D'acord amb el Tractat de la Unió, les Representacions especials s'integren a l'estructura del Servei Europeu d'Acció Exterior i es troben sota l'autoritat directa de l'Alt representant.
Encara que la perspectiva de l'entrada en funcionament del Servei Exterior ha obligat a replantejar l'estructura d'aquestes Representacions especials, encara roman activa la configuració dissenyada sota el mandat de l'Alt representant anterior, Javier Solana. D'acord amb la mateixa, existeixen en l'actualitat deu Representants especials de la Unió, entre els quals destaquen, pel seu pes polític i la seva rellevància internacional, els enviats per al conflicte al Pròxim Orient, Bòsnia i Hercegovina, Kosovo i Afganistan. S'ha criticat de vegades la sobrerepresentació diplomàtica de caràcter especial en la regió dels Balcans.

### Personal
D'acord amb el Tractat de Funcionament, el servei exterior estarà compost per funcionaris dels serveis competents de la Secretaria General del Consell i de la Comissió i pel personal en comissió de serveis dels  serveis diplomàtics nacionals. La Decisió del Consell ha precisat aquest mandat constitucional i estret els seus marges, de manera que el total del personal del SEAE de procedència comunitària o permanents -de la Comissió i de la Secretaria General del Consell- constituiran com a mínim un 60% de la plantilla total del Servei, i els temporals, agents nacionals en serveis especials, no menys d'un terç del total. Des de la seva incorporació al servei, no seran lícites distincions discriminatòries, ni econòmiques, ni de drets o obligacions, ni de tracte, entre els funcionaris del SEAE, sigui quina sigui la seva procedència. El període de servei dels agents nacionals en destinació especial no serà superior als vuit anys, prorrogables en cas extraordinari fins a un màxim de deu.
Aquesta composició mixta comunitària-nacional respon a la mateixa naturalesa híbrida o sui generis del Servei Europeu d'Acció Exterior, així com a la voluntat d'establir sinergies d'interessos, estratègiques i operatives entre la diplomàcia comunitària i les nacionals. Ordenant-se al mencionat objectiu, el Servei Exterior treballarà en estreta col·laboració amb els serveis diplomàtics dels Estats membres.
La selecció del personal, a més de complir amb el requisit legal de les quotes esmentades, ha de procurar un equilibri geogràfic adequat, garantint una presència significativa dels nacionals de tots els Estats membres, i un repartiment equitatiu entre dones i homes. El criteri fonamental a seguir serà el mèrit personal. Els òrgans en què el règim aplicable a altres agents de la Unió delega l'exercici d'aquesta tasca s'encomanen, en l'àmbit del servei exterior, l'Alt representant, sense perjudici que aquest pugui delegar en altres òrgans interns.
El personal del SEAE, sigui quina sigui la seva procedència, actuarà sempre en interès europeu, i la seva disciplina jeràrquica i dependència orgànica i funcional serà de manera única i excloent la que als seus membres correspongui com a tal, és a dir, la de la Unió Europea i en cap cas la dels seus Estats d'origen. Hauran conduir-se d'acord amb el principi de lleialtat comunitària. L'administració central i perifèrica del servei exterior promoure i facilitarà la mobilitat interna dels funcionaris del Servei, garantint l'alternança dels destins interiors amb els de l'estranger.
El desenvolupament de totes aquestes disposicions s'ha de concretar en un Reglament comunitari sobre personal conforme amb el pressupost de la Unió, i que serà aprovat mitjançant el procediment legislatiu ordinari.

## Instruments de l'acció exterior
Per apuntalar la coherència i la unitat de l'acció exterior comunitària, la Decisió sobre el SEAE ha atribuït funcions específiques de coordinació política general a l'Alt representant sobre determinats programes i instruments d'ajuda i activitat a l'exterior, sense perjudici de la responsabilitat de gestió que correspongui a altres òrgans o institucions. Aquest és el cas dels programes de cooperació internacional de la Unió, la direcció i administració política i financera corresponen a la Comissió Europea. Els instruments sobre els quals el AR està facultat per exercir una supervisió que garanteixi una activitat coordinada de l'acció exterior comunitària són:
- Instrument de Cooperació al Desenvolupament;
- Fons Europeu de Desenvolupament;
- Instrument Europeu per a la Democràcia i els Drets Humans;
- Instrument Europeu de Veïnatge i Associació;
- Instrument de Cooperació amb els països industrialitzats;
- Instrument de Cooperació en matèria de seguretat nuclear;
- Instrument d'establitat.

A l'àmbit d'aquestes eines de l'acció exterior europea, el servei exterior contribueix al cicle de programació i gestió, atenent en particular als criteris polítics generals, preparant a més determinades decisions que adoptarà després el Col·legi de Comissaris en el marc de les fases plurianuals estratègiques dels cicles de programació, a saber:
- el desglossament de les dotacions per país, dins dels conceptes regionals establerts globalment;
- els documents d'estratègia per país, dins de les línies estratègiques regionals adoptades per la Comissió;
- els programes indicatius regionals i nacionals.

Totes aquestes facultats del SEAE s'exercitaran sota la supervisió permanent del AR i en estreta coordinació amb les direccions generals i serveis competents de la Comissió, seguint els procediments interns propis d'aquesta institució i contrastant la preparació dels projectes amb el Comissari competent.

## Finançament i pressupost
D'acord amb les modificacions introduïdes en el reglament financer europeu pel Parlament Europeu i el Consell, el finançament del servei exterior va a càrrec del pressupost anual de la Unió, que regula una partida específica per al SEAE com si es tractés d'una institució constitucional. Els seus comptes interns es divideixen d'acord amb les polítiques executades, a les quals s'afegeix un capítol de despeses administratives on s'especifica i es proveeix el finançament necessari per al mateix funcionament del SEAE com organisme, tant en la seva dimensió central com a la perifèrica de les delegacions exteriors. Per garantir una bona gestió dels recursos per part d'aquestes últimes, els ambaixadors i representants especials de la Unió en l'estranger rebran cursos especials sobre gestió i normativa financera europea, i es constitueixen en màxims responsables del bon compliment de la mateixa davant l'Alt representant, la Comissió i el Parlament. El pressupost administratiu del SEAE i les seves directrius generals són alhora dirigits i supervisats pel director general d'Operacions, en l'actualitat el diplomàtic  irlandès David O'Sullivan, i en especial davant el director general de Pressupostos i Administració del servei.
Les modificacions al pressupost anual de la Unió per al 2010 han previst una partida de 9,5 milions d'euros fins a l'any 2011. Es preveu que la posada en marxa del servei exterior permeti als Estats membres aprofitar les  sinergies derivades i les economies d'escala que activa el nou servei diplomàtic, permetent reduir el seu pressupost en acció exterior i despeses diplomàtics. El funcionament financer del Servei Exterior ha de ser revisat el 2013.

## Control polític i financer

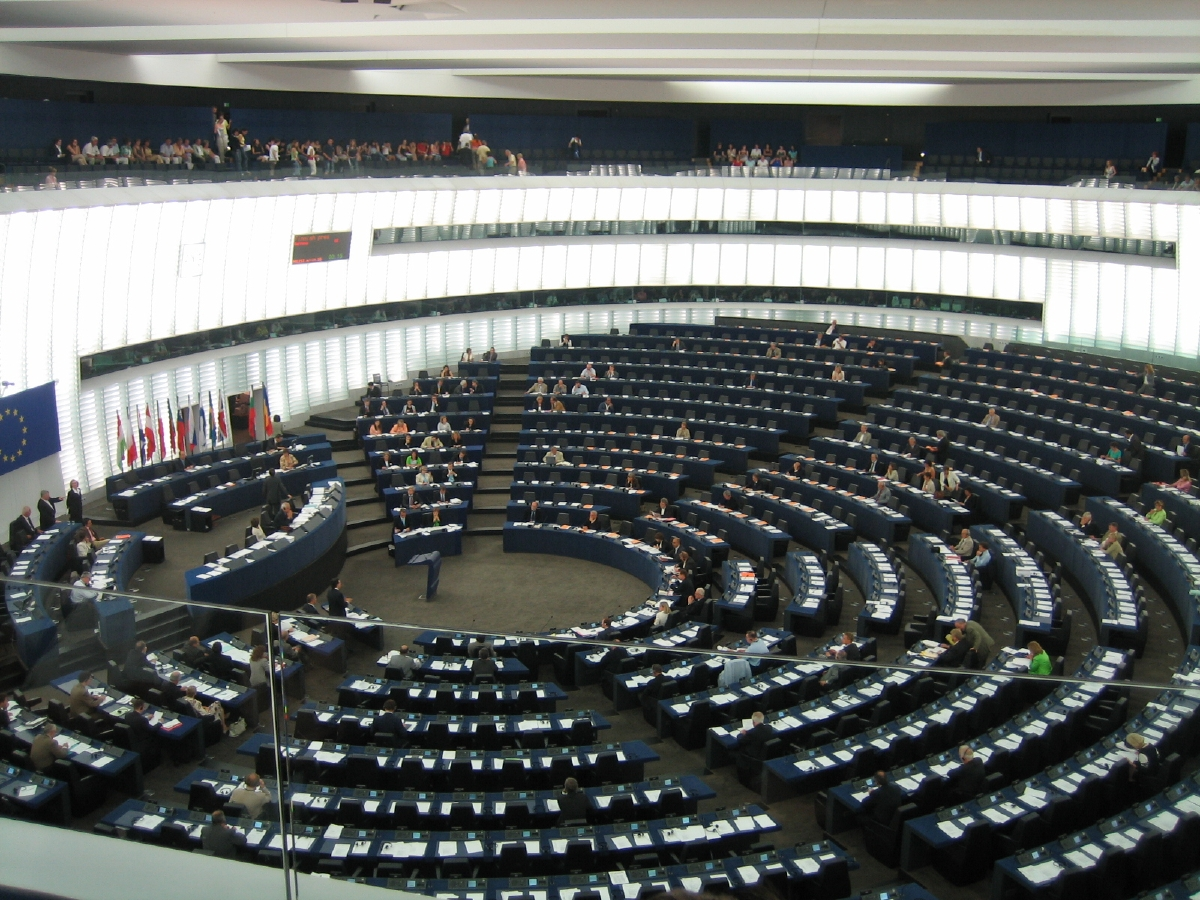
El Parlament Europeu és una de les principals autoritats de control del SEAE

El Servei exterior exerceix les seves atribucions financeres al marc del Reglament financer general de la Unió. Correspon el control de les finances del SEAE a quatre institucions diverses, i en diferents instàncies: 
- el control polític correspon al Parlament Europeu i al  Consell, com a cambreslegisladores i autoritats pressupostàries de la Unió (institucions amb seu a Estrasburg i Brussel·les, respectivament;
- el control auditor correspon al Tribunal de Comptes Europeu (institució amb seu a  Luxemburg)
- el control jurisdiccional s'atribueix al Tribunal de Justícia de les Comunitats Europees (institució amb seu a  Luxemburg).